# Bruçó
Bruçó ist eine Ortschaft und Gemeinde in der Region Trás-os-Montes im Nordosten Portugals.

## Geschichte
Der heutige Ort entstand im 13. Jahrhundert, im Verlauf der Siedlungspolitik nach der mittelalterlichen Reconquista. Seither gehörte er zur Verwaltung von Bemposta. Zusammen mit dem gesamten Verwaltungsgebiet Bempostas war Bruçó der Familie der Távoras abgabepflichtig, nach deren Auflösung 1759 („Távora-Affäre“ um Francisco de Assis de Távora, dritter und letzter Marquês de Távora) wurde es direkt der Krone unterstellt.
Im Zuge der Verwaltungsreformen nach der Liberalen Revolution ab 1821 und dem folgenden Miguelistenkrieg wurde der Kreis Bemposta 1836 aufgelöst. Seither ist Bruçó eine Gemeinde des Kreises Mogadouro.

## Verwaltung
Bruçó ist Sitz einer gleichnamigen Gemeinde (Freguesia) im Kreis (Concelho) von Mogadouro im Distrikt Bragança. In ihr leben 166 Einwohner auf einer Fläche von 32 km² (Stand 19. April 2021).
In der Gemeinde liegt nur die namensgebende Ortschaft.